# 저온 유통
저온 유통 또는 콜드체인(cold chain)은 저온을 유지시킨 상태에서의 식료품 유통 과정을 말한다.
수산물·육류·채소류·청과물 등의 식료품을 산지로부터 가정까지 신선도를 떨어뜨리지 않고 저온으로 운송하는 유통체계이다. 식료품의 경우 생산자로부터 최종 소비자의 손에 들어가기까지는 여러 유통 단계 때문에 시간이 오래 걸려 신선도가 떨어지거나 물류 비용 때문에 가격이 상승하거나 변동이 심하다. 이 단점을 해결하기 위해 생긴 제도이다.

## 개요
생산지와 소비지가 원격화함에 따라 생선, 식료품을 상하지 않고 날것 그대로 보내기는 곤란하게 되었다. 이것을 해결하는 수당으로서 냉동·냉장·저온 상태로 보내는 방법이 생각되었다. 이러한 구조를 콜드 체인이라 한다. 이것이 발전하면 보존이 곤란한 생선, 식료품의 물가 안정에 도움이 되어 고위보전식품(高位保全食品)의 유통 보급과 생산 손실을 방지할 수가 있다. 미국의 버즈아이에 의해 시작되어, 제2차대전 후에 급속한 발전을 했다.

## SCCM
SCCM(Smart Cold Chain Management)은 저온의 냉장 및 냉동 물류에 있어서 RFID/USN을 이용하여 원자재, 제조, 물류, 유통 등의 밸류 체인(Value chain) 전반을 지능화하여 물류 안전을 관리하는 시스템이다.

## 같이 보기
- 드라이아이스
- 포장
- 유통기한
- 단열재
- 미국 약전
- 밸리데이션
- 검사와 타당성 검증